# Fumax Kiadó
A Fumax Kiadó (stilizálva FuMax) 2005-ben alapított magyar képregény-, majd könyvkiadó, amely a comicsinvest.hu képregényes webshopból nőtte ki magát, amely a mai napig üzemel. A kiadó neve egy mozaikszó: a Fumetti, Manga, Comix (comics) szavakból lett összerakva, vagyis a képregény szó olasz, japán és angol megfelelőjéből.

## Története

### 2005–2011
A Fumax Kiadó eredetileg kizárólag képregények megjelentetésére alakult 2005-ben, és 2011 nyaráig így is működött. A 2005 és 2011 közötti időszak alatt ötvenöt képregénykötetet adott ki a Fumax Kiadó, amellyel az egyik legjelentősebb képregénykiadóvá vált Magyarországon. A Fumax Kiadó első kiadványa, a Sin City: A nehéz búcsú 2005 októberében jelent meg.

### 2011–
2011 elején a Fumax Kiadó felhagyott a képregények kiadásával, majd könyvkiadásba kezdett. Az Assassin’s Creed regénysorozat – amely a rendkívül népszerű videójátékokhoz kapcsolódott – első kötetével, a Reneszánsszal indult az útjára a Fumax Kiadó új korszaka, amely 2011-ben kezdődött. A regény sikere lehetővé tette, hogy a Fumax Kiadó tovább bővítse könyvkiadói tevékenységét, és nagy sikerrel beléptek más zsánerekbe, úgy mint a fantasy, sci-fi, thriller, ifjúsági irodalom. A Fumax Kiadó rendkívül nagy hangsúlyt fektet a minőségi fordításokra, könyveik külalakjára, illetve arra, hogy a maguk műfajában a legkiemelkedőbb, és általában új szerzőket mutassák be a magyar olvasóknak.

## Kiadványok (képregény, manga, manhva)
| Cím                                          | Kiadás éve | Megjelent kötetek |
| -------------------------------------------- | ---------- | ----------------- |
| Alice Csodaországban                         | 2010       | 1 (befejezett)    |
| Alita, a harc angyala                        | 2024–      | 1–3               |
| Assassin’s Creed: Sao Jün pengéje            | 2023–2024  | 1–4 (befejezett)  |
| Attack on Titan-gyűjtemény                   | 2024–      | 1–2               |
| Bania, a pokoli futár                        | 2007–2008  | 1–5 (befejezett)  |
| Betwixt                                      | 2024       | 1 (befejezett)    |
| Bukottak holdja                              | 2009       | 1 (befejezett)    |
| Cagaster – Rovarok és emberek                | 2023–2024  | 1–6 (befejezett)  |
| Conan kegyetlen kardja                       | 2018–      | 1–6               |
| Csillagsivatag: A Talshas éjjele             | 2009       | 1 (befejezett)    |
| D, a vámpírvadász                            | 2007–      | 1–4               |
| Dampyr – A Sötétség Gyermeke                 | 2007–2008  | 1–6 (befejezett)  |
| Démonnapló                                   | 2008–2010  | 1–7 (befejezett)  |
| Demon Days: Démonidő                         | 2023       | 1 (befejezett)    |
| Devil’s Candy – Pandora szerencséje          | 2022–      | 1–4               |
| Dominion: A tankosztag                       | 2008       | 1 (befejezett)    |
| Fangirl                                      | 2021–      | 1–4               |
| Goldfisch – Aranyhal                         | 2023–2024  | 1–3 (befejezett)  |
| Ha/Ver – Kick-Ass                            | 2018–2020  | 1–4 (befejezett)  |
| Hetalia: Tengelyhatalmak                     | 2010–      | 1–3               |
| Jizo                                         | 2023       | 1 (befejezett)    |
| Judge Dredd – Dredd bíró aktái               | 2020–      | 1                 |
| Jessica Jones – Alias                        | 2018–2020  | 1–3 (befejezett)  |
| Különleges úriemberek szövetsége             | 2019–      | 1–                |
| Locke & Key – Kulcs a zárját                 | 2018–2019  | 1–3 (befejezett)  |
| Loki: Asgard ügynöke                         | 2021–      | 1                 |
| Monstress – Fenevad                          | 2019–      | 1–8               |
| Orgyilkos osztály – Deadly Class             | 2019–2023  | 1–12 (befejezett) |
| Prince – A fiú, aki sosem élt…               | 2009       | 1 (befejezett)    |
| Princess Ai                                  | 2006–2007  | 1–3 (befejezett)  |
| Princess Ai: Pletykák a másik oldalról       | 2008       | 1 (befejezett)    |
| Princess Ai: Az Éji Hajnal Prizmája          | 2009–2010  | 1–2 (befejezett)  |
| Reincarnated as a Sword – Penge az új életem | 2024–      | 1–5               |
| Repeta                                       | 2019       | 1 (befejezett)    |
| Rozsomák: Snikt!                             | 2006       | 1 (befejezett)    |
| Sandman – Az álmok fejedelme                 | 2019–2021  | 1–4 (befejezett)  |
| Solo Leveling                                | 2024–      | 1–4               |
| Star Collector – Csillaggyűjtő               | 2023       | 1–2 (befejezett)  |
| Tarot Café                                   | 2007–2008  | 1–7 (befejezett)  |
| The Hellbound – Út a pokol felé              | 2022       | 1–2 (befejezett)  |
| Thor: A mennydörgés istene                   | 2019–2021  | 1–2 (befejezett)  |
| Transmetropolitan – A teljes gyűjtemény      | 2020–2022  | 1–3 (befejezett)  |

## Sorozatok
- Fumax Irodalom
- Fumax Thriller

## További információ
- A Fumax Kiadó honlapja
- A Fumax Kiadó Facebook oldala